# LCM

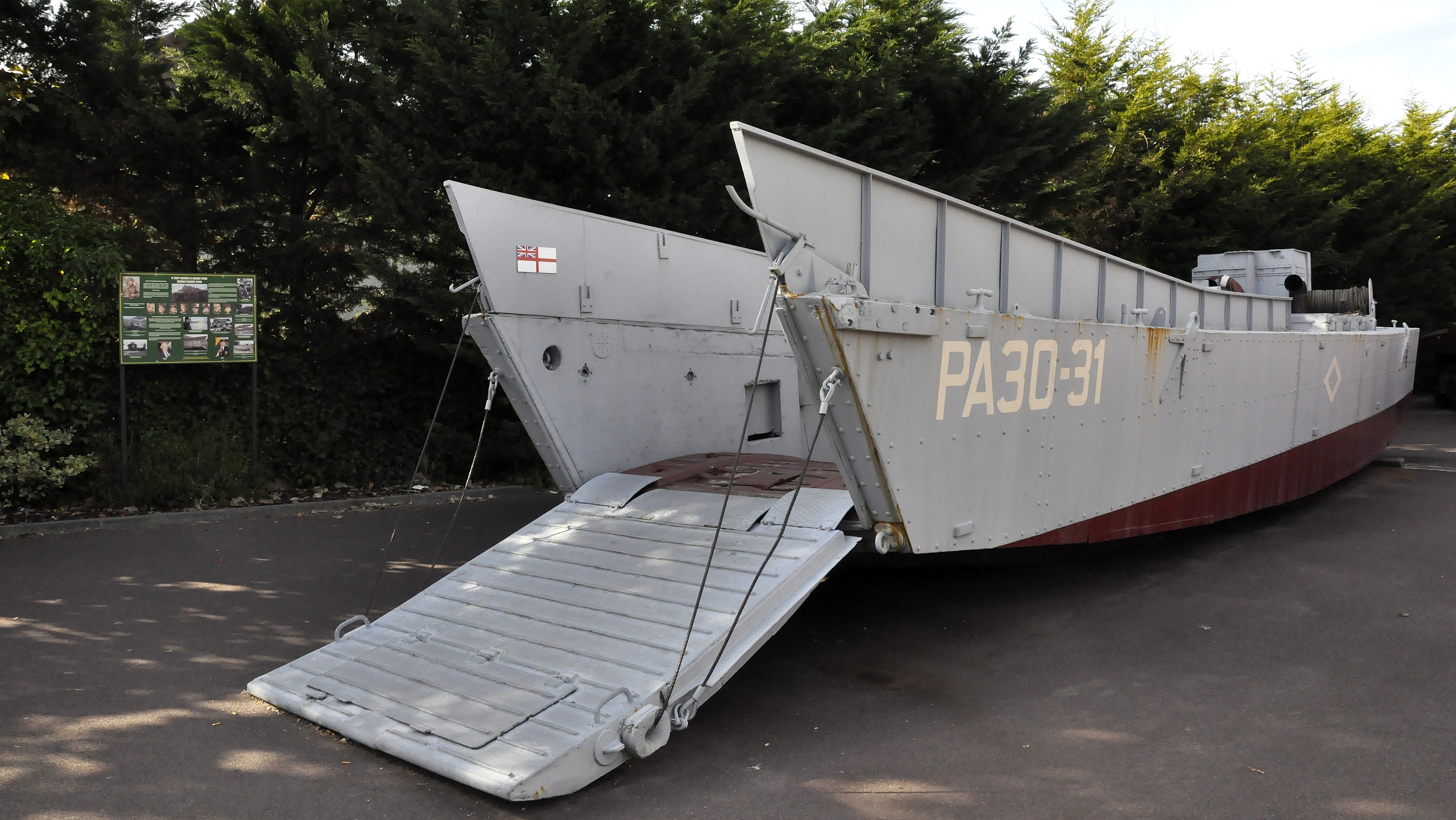
Een LCM voor het Musée du Mur de l'Atlantique, ook gebruikt tijdens de opnames van Saving Private Ryan

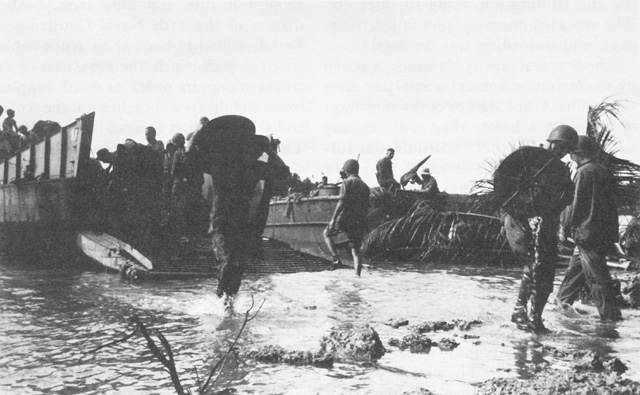
Soldaten verlaten een LCM op 30 juni 1943 nabij Rendova op de Salomonseilanden

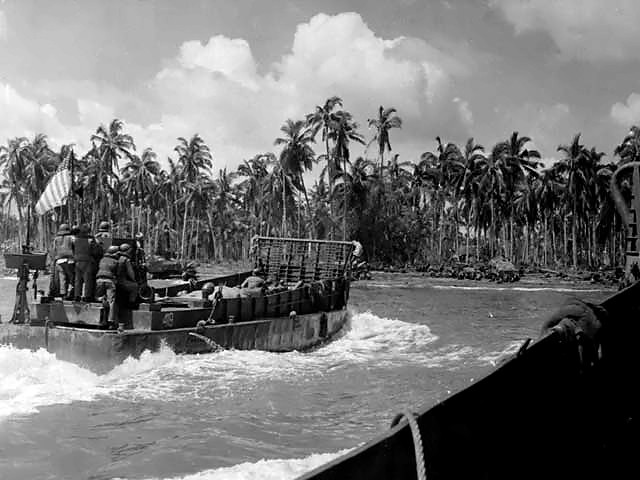
Een LCM bij een tropisch ogend Leyte op 20 oktober 1944

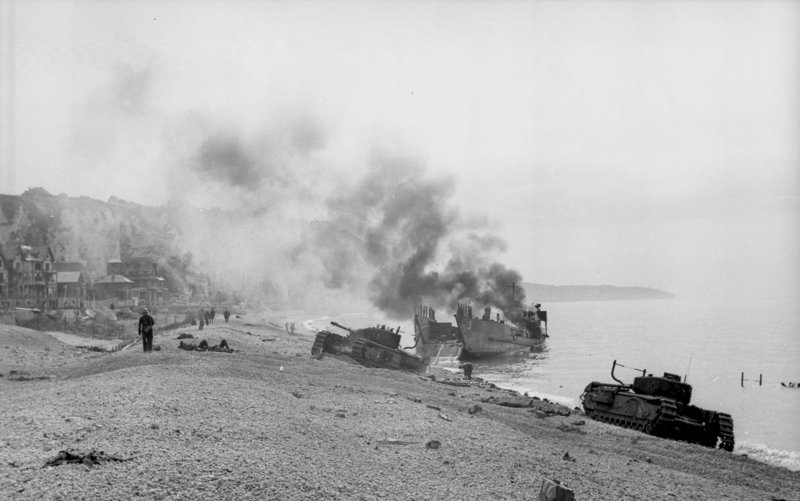
Britse LCM bij Dieppe in 1942

De LCM (Landing Craft Mechanized) is een type landingsvaartuig dat tijdens de Tweede Wereldoorlog gebruikt werd door de Amerikaanse marine. Deze landingsvaartuigen waren vooral bedoeld om soldaten en een klein aantal voertuigen aan land te brengen.
De LCM kon vervoerd worden op de dekken van troepentransport-, Victory- en Libertyschepen. Met kranen werden ze in zee neergelaten. De mariniers klommen met klimnetten omlaag in de bootjes. Het landingsvaartuig kon tevens gebruikt worden voor het aan land brengen van voorraden, voertuigen of mariniers of andere legereenheden.
Deze landingsboten werden vooral tijdens de landingen, onder andere in Sicilië, Noord-Afrika, Anzio en Normandië gebruikt. Eveneens werden deze bootjes gebruikt in de Stille Oceaan voor de landingen op de Stille Oceaan-eilanden tegen de Japanners. Deze kleine schepen hadden een betere kans om aan land te geraken tijdens de landingen. De veel grotere LCI's, LCT's en LSI's daarentegen, hadden meer kansen om geraakt te worden door hun grotere omvang, dan de LCM's. Doch, op de strandlandingen ging de stalen boegklep open en moest er gevochten worden.
Het scheepje had achteraan wel een overdekte stuurcabine voor de scheepsbemanning, terwijl de mariniers opeengepakt in het middenschip stonden. Twee luchtkokers stonden achteraan op dek voor de luchttoevoer van de diesels. Eventueel konden er nog beschermingsplaten omhoog gezet worden, aan beide kanten, vijf stalen kleppen met kijkgaten.